# Малое Сёмино (Ярославская область)
Малое Сёмино — деревня в Погорельском сельском округе Глебовского сельского поселения Рыбинского района Ярославской области.
Деревня расположена в северной части Глебовского сельского поселения, с западной стороны автомобильной дороги из центра сельского поселения Глебово на Ларионово, между деревнями Большое Сёмино, расположенной в сторону Ларионово практически вплотную с Малым Сёмино, но с восточной стороны дороги, и расположенной на расстоянии около 700 м в сторону Глебово деревней Тебениха. Основная улица деревни ориентирована перпендикулярно автомобильной дороге, улица переходит в дорогу к расположенной примерно в 1,5 км западнее деревне Петрицево.
Деревня Меньшая Семина указана на плане Генерального межевания Рыбинского уезда 1792 года.
На 1 января 2007 года в деревне числилось 6 постоянных жителей. Почтовое отделение в селе Погорелка обслуживает в деревне Малое Сёмино 19 домов, названий улиц нет.